# Sitio Ramsar del Alto Ganges

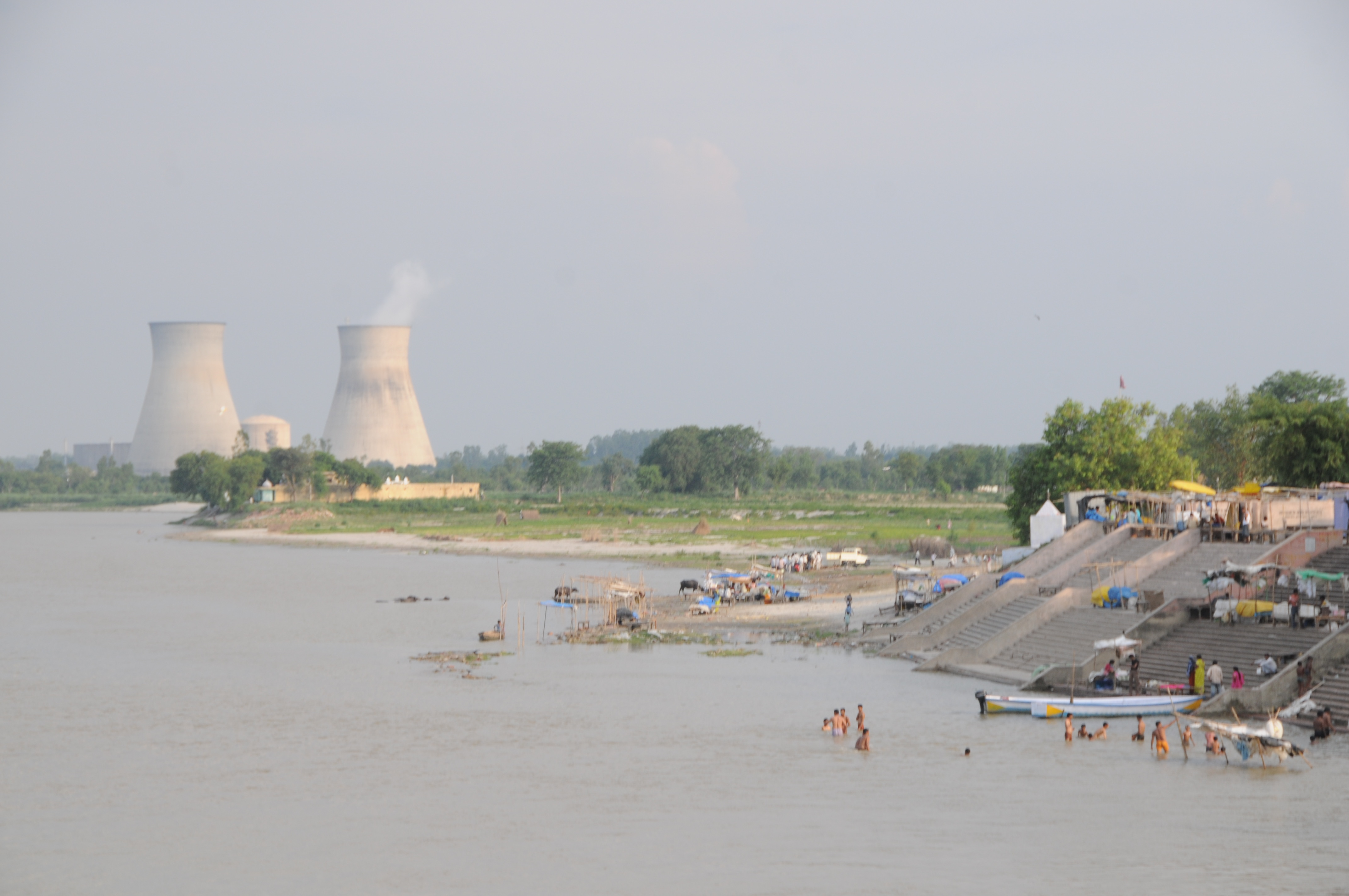
Narora, en el extremo sur del sitio Ramsar, con la central nuclear de Narora, al fondo.

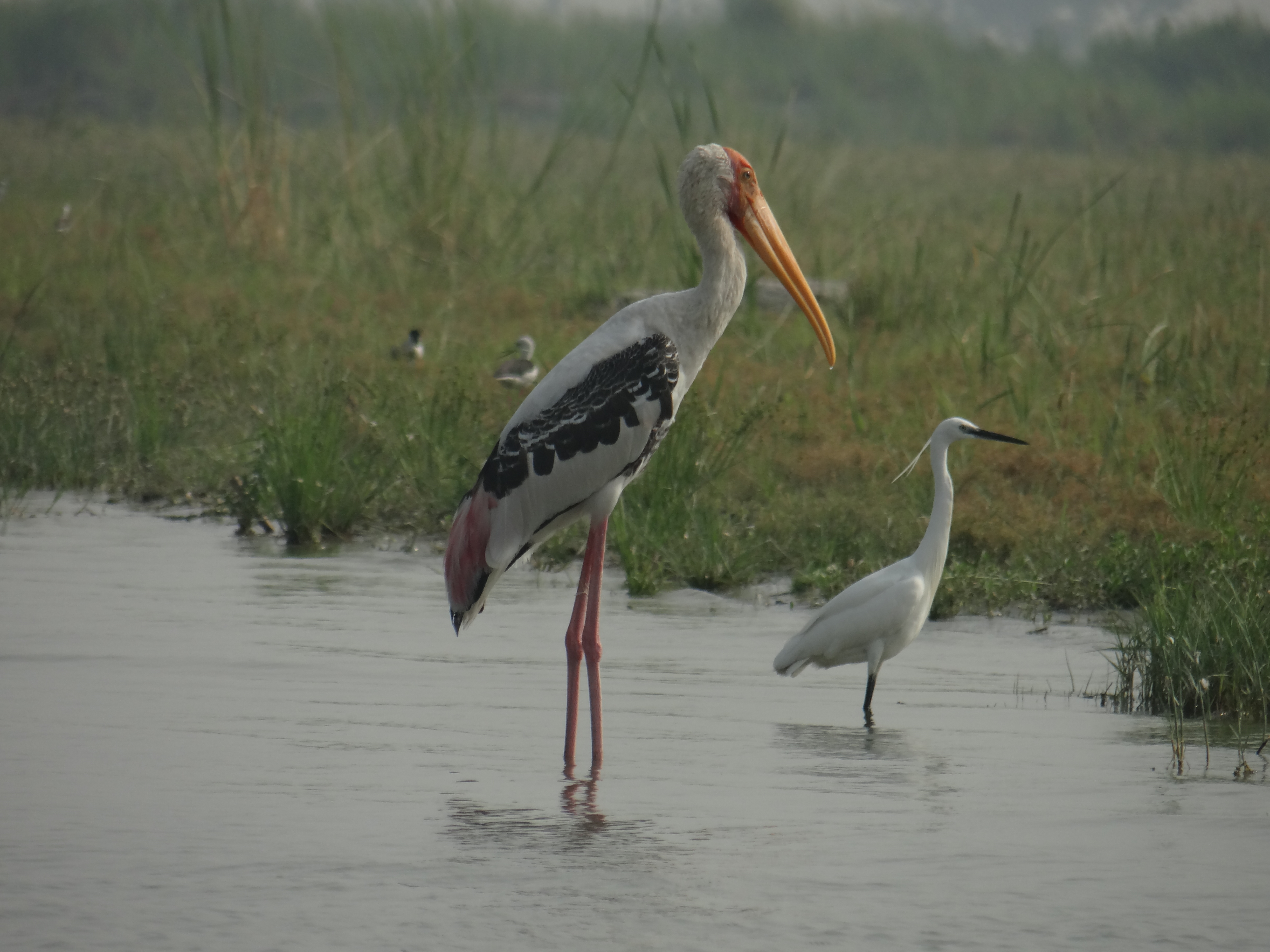
Tántalo indio y garceta común en el sitio Ramsar del Alto Ganges, cerca de Narora.

El Sitio Ramsar del Alto Ganges cubre una extensión de 266 km2 en un tramo de la cabecera del río Ganges, en una región histórica de gran valor religioso entre los estrechos de Brijghat, cerca de Garhmukteshwar), al norte, donde se halla el puente sobre el Ganges, y Narora, en el estrecho de Bulandshahr, al sur, en el estado de Uttar Pradesh.
El área fue declarada sitio Ramsar en noviembre de 2005. 

## Topografía el Alto Ganges
El Alto Ganges tiene una longitud de 294 km entre Gomukh, donde se desprende del glaciar, y Haridwar. 
En su parte superior, el río fluye sobre lechos empinados y angostos, en su mayoría rocas y cantos rodados surcados por un agua fría con una escasa contaminación antropogénica. Tiene un ecosistema y una biodiversidad altamente sensibles y frágiles y, lo que es más importante, se considera que tiene potencial para aprovechar la energía hidroeléctrica.
El suministro de agua depende en parte de las lluvias traídas por los vientos monzónicos del sudoeste, de julio a octubre, y del derretimiento de las nieves del Himalaya en la estación calurosa, de abril a junio. En la llanura del Ganges superior en Uttar Pradesh, la precipitación promedio es de 760 a 1020 mm.

## Descripción
La zona protegida como sitio Ramsar es un tramo de río poco profundo, con pequeños tramos intermitentes de aguas profundas y embalses donde se han construido presas. El río proporciona hábitat para el delfín del Ganges, el gavial, seis especies de tortugas, nutrias, 82 especies de peces y más de cien especies de aves que figuran en la Lista Roja de la UICN. Las principales especies de plantas, algunas de las cuales se dice que tienen valor medicinal, incluyen Dalbergia sissoo, Saraca indica (árbol asoka), Eucalyptus globulus, Ficus benghalensis, Dendrocalamus strictus (bambú), Tectona grandis, Azadirachta indica y Eichhornia acuática. Este tramo del río tiene importancia religiosa para miles de peregrinos hindúes y se utiliza para la cremación y baños sagrados para la purificación espiritual. Las principales amenazas son la descarga de aguas residuales, la escorrentía agrícola y la pesca intensiva. Las actividades de conservación que se llevan a cabo son la siembra para evitar la erosión de los bancos, la capacitación en agricultura orgánica y el cabildeo para prohibir la pesca comercial.